# Đan Hội
Đan Hội là một xã thuộc huyện Lục Nam, tỉnh Bắc Giang, Việt Nam.

## Diện tích, dân số
Xã Đan Hội có diện tích 10,91 km², dân số năm 1999 là 4858 người, mật độ dân số đạt 445 người/km².

## Địa lý
Xã Đan Hội nằm ở phía nam huyện Lục Nam và cách trung tâm huyện lỵ 17Km.
Phía Đông và phía Nam giáp với xã Lê Lợi, thành phố Chí Linh, tỉnh Hải Dương. Phía Bắc giáp xã Cẩm Lý. Phía Tây Bắc giáp với xã Vũ Xá. Phía Tây Nam giáp với sông Lục Nam.
Xã Đan Hội bao gồm 5 thôn là:
Thôn Chiền.
Thôn Vườn.
Thôn Húi.
Thôn Triệu.
Thôn Bưởi.